# Rabelais (krater)
Rabelais är en nedslagskrater på planeten Merkurius. Rabelais är ungefär 154 kilometer i diameter.
1976 namngavs den efter den franske författaren François Rabelais.